# Edward Butler
Edward Butler (1862 – 1940) foi um inventor inglês que produziu um automóvel a gasolina de três rodas chamado Butler Petrol Cycle, que é aceito por muitos como o primeiro carro britânico.
Butler mostrou planos para seu veículo a gasolina de três rodas no Stanley Cycle Show em Londres em 1884, dois anos antes de Karl Benz, que geralmente é reconhecido como o inventor do automóvel moderno. O veículo de Butler também foi o primeiro projeto a ser exibido na Inventions Exhibition de 1885, também em Londres.

## Butler Petrol Cycle

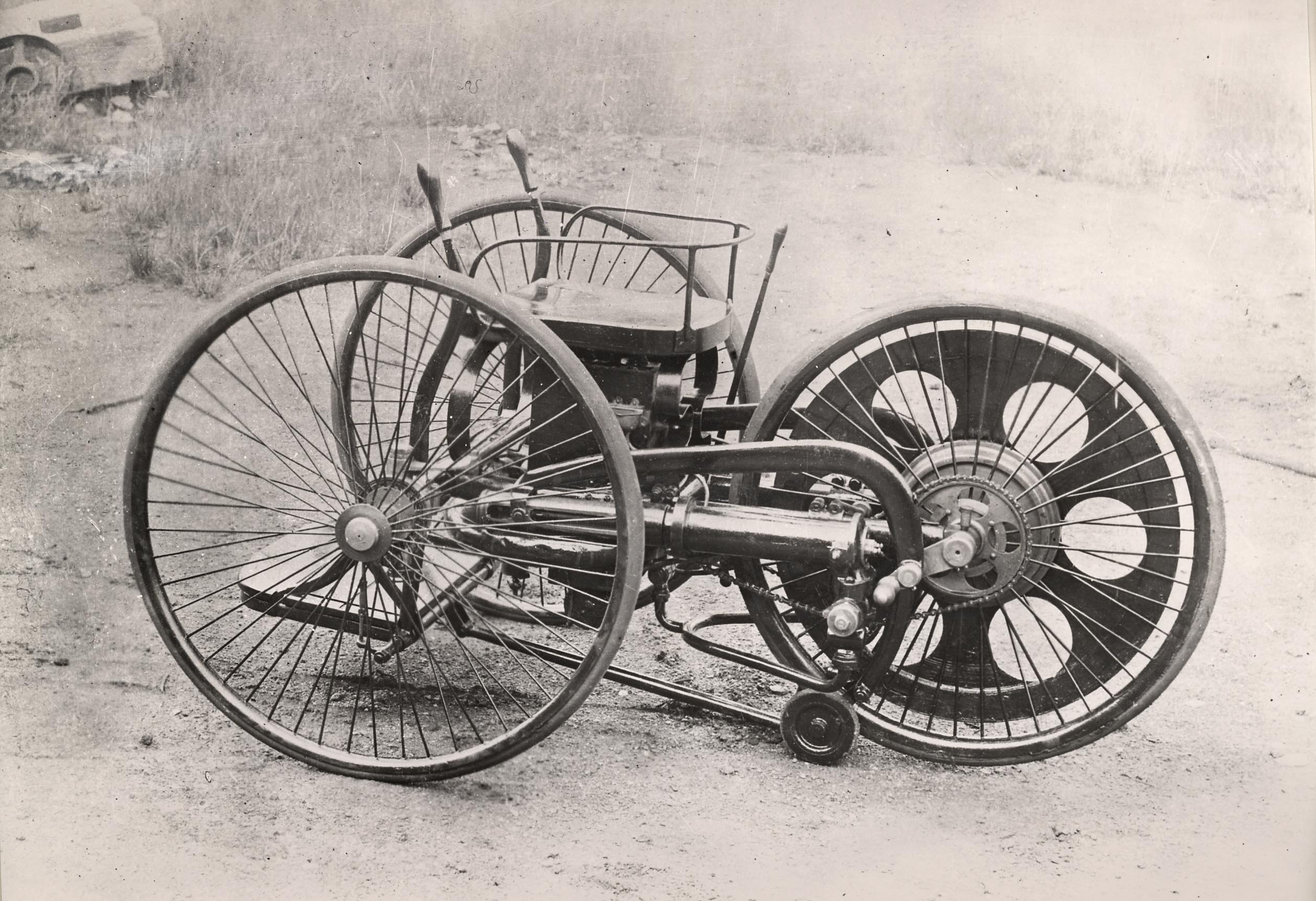
Butler's Patent Velocycle 1887

Construído pela empresa Merryweather Fire Engine em Greenwich em 1888, o Butler Petrol Cycle (primeiro uso registrado do termo) era um veículo a gasolina de três rodas. A roda traseira era acionada diretamente por um motor plano de quatro tempos de 5/8hp (466W) 600 cc (40 in3; 2¼×5-inch {57×127-mm}) com ignição por magneto substituída por bobina e bateria, equipado com válvulas rotativas e um carburador alimentado por flutuador (cinco anos antes de Wilhelm Maybach), e direção com geometria de Ackermann,  que eram os mais avançados na época. O motor era refrigerado a líquido, com um radiador sobre a roda traseiro. A velocidade era controlada por meio de uma alavanca da válvula do acelerador. O motorista ficava sentado entre as rodas dianteiras.
O veículo foi apresentado em um artigo na edição de 14 de fevereiro de 1891 da Scientific American, onde foi declarado que um galão de combustível na forma de petróleo ou benzoleno poderia impulsionar o veículo por 40 milhas (5,9 litros por 100 km) a uma velocidade de 3–10 mph (5–16 km/h).
Butler melhorou as especificações de seu veículo ao longo dos anos, mas foi impedido de testá-lo adequadamente devido ao Red Flag Act de 1865, que legislava uma velocidade máxima para veículos rodoviários autopropulsores de 2 mph (3 km/h) em áreas construídas e 4 mph (6.5 km/h) em áreas rurais. Além disso, o veículo deveria ter a presença de três pessoas, uma das quais tinha que prosseguir na frente do veículo com uma bandeira vermelha.
Butler escreveu na revista The English Mechanic em 1890: "As autoridades não aceitam seu uso nas estradas, e, em consequência, eu abandonei qualquer desenvolvimento posterior".
Devido à falta de interesse geral, Butler quebrou sua máquina para sucata em 1896, e vendeu os direitos de patente para Harry John Lawson, que continuou a fabricar o motor para uso em barcos a motor. 
Em vez disso, Butler passou a fabricar motores estacionários e marítimos. Seu triciclo a motor estava à frente de seus contemporâneos mais conhecidos em vários aspectos.